# Richard Stone (compositore)
Richard Stone (Filadelfia, 27 novembre 1953 – Los Angeles, 9 marzo 2001) è stato un compositore statunitense.
Ha composto musiche per film e serie televisive, tra cui: Pumpkinhead
É tuttavia famoso per i suoi contributi ai progetti della Warner Bros. Animation, come I favolosy Tiny, Animaniacs, Pinky and the Brain e Freakazoid! per il quale ha vinto numerosi Emmy.
É morto il 9 marzo 2001 per cancro al pancreas.

## Filmografia parziale

### Cinema
- Passioni in comune (Never on Tuesday), regia di Adam Rifkin (1988)
- Pumpkinhead, regia di Stan Winston (1988)
- Tramonto (Sundown: The Vampire in Retreat), regia di Anthony Hickox (1989)

### Televisione
- Troppo forte! (Sledge Hammer!) - serie TV, 3 episodi (1986)
- Nasty Boys - serie TV, 6 episodi (1990)
- I favolosi Tiny (Tiny Toon Adventures) - serie TV d'animazione, 15 episodi (1990-1992)
- Tazmania (Taz-Mania) - serie TV d'animazione, 65 episodi (1991-1995)
- Tiny Toon Adventures: Viva le vacanze (Tiny Toon Adventures: How I Spent My Vacation) - film TV d'animazione, registi vari (1992)
- Animaniacs - serie TV d'animazione, 97 episodi (1993-1998)
- Freakazoid! - serie TV d'animazione, 20 episodi (1995-1997)
- Pinky and the Brain - serie TV d'animazione, 31 episodi (1995-1998)
- Histeria! - serie TV d'animazione, 52 episodi (1998-2000)
- Wakko's Wish - film TV d'animazione, regia di Liz Holzman, Rusty Mills e Tom Ruegger (1999)